# Cyprinella
Cyprinella és un gènere de peixos de la família dels ciprínids i de l'ordre dels cipriniformes.

## Taxonomia
- Cyprinella alvarezdelvillari (Contreras-Balderas & Lourdes Lozano, 1994)[2]
- Cyprinella analostana (Girard, 1859)[3]
- Cyprinella bocagrande (Chernoff & Miller, 1982)[4]
- Cyprinella caerulea (Jordan, 1877)[5]
- Cyprinella callisema (Jordan, 1877)[5]
- Cyprinella callistia (Jordan, 1877)[5]
- Cyprinella callitaenia (Bailey & Gibbs, 1956)
- Cyprinella camura (Jordan & Meek, 1884)
- Cyprinella chloristia (Jordan & Brayton, 1878)[6]
- Cyprinella formosa (Girard, 1856)[7]
- Cyprinella galactura (Cope, 1868)[8]
- Cyprinella garmani (Jordan, 1885)[9]
- Cyprinella gibbsi (Howell & Williams, 1971)[10]
- Cyprinella labrosa (Cope, 1870)[11]
- Cyprinella leedsi (Fowler, 1942)[12]
- Cyprinella lepida (Girard, 1856)[7]
- Cyprinella lutrensis (Baird & Girard, 1853)[13]
- Cyprinella nivea (Cope, 1870)[11]
- Cyprinella ornata (Girard, 1856)
- Cyprinella panarcys (Hubbs & Miller, 1978)[14]
- Cyprinella proserpina (Girard, 1856)[7]
- Cyprinella pyrrhomelas (Cope, 1870)[11]
- Cyprinella rutila (Girard, 1856)[7]
- Cyprinella spiloptera (Cope, 1867)[15]
- Cyprinella stigmatura (Jordan, 1877)[5]
- Cyprinella trichroistia (Jordan & Gilbert, 1878)[6]
- Cyprinella venusta (Girard, 1856)[7]
- Cyprinella whipplei (Girard, 1856)[7]
- Cyprinella xaenura (Jordan, 1877)[16]
- Cyprinella xanthicara (Minckley & Lytle, 1969)[17]
- Cyprinella zanema (Jordan & Brayton, 1878)[6][18][19][20][21][22][23][24][25][26]